# 鲁瓦桑
鲁瓦桑（法語：Roisan，法語發音：[ʁwazɑ̃]）是意大利瓦莱达奥斯塔大区的一个市镇。总面积14平方公里，人口1037人，人口密度74.1人/平方公里（2009年）。ISTAT代码为007057。